# Niccolite
La niccolite (simbolo IMA: Nc), conosciuta anche con i nomi minerari obsoleti di cupronichel o ghiaia di nichel rosso, è un minerale piuttosto raro della classe minerale dei "solfuri e solfosali" con la composizione chimica NiAs ed è quindi chimicamente un arseniuro di nichel. Come parenti stretti dei solfuri, gli arseniuri sono elencati nella stessa classe.
Appartiene all'omonimo gruppo della niccolite.

## Etimologia e storia
Il nome del minerale deriva dal latino scientifico Niccolum ossia "nichel".
Dalle parti dei Monti Metalliferi, cupronichel o koppernickel era il nome dato ai tempi del Medioevo a un materiale che assomigliava al minerale di rame, ma da cui non si poteva estrarre tale metallo, come se "fosse stato stregato dagli spiriti della montagna o dai demoni minerari (nichel)", motivo per cui i minatori lo chiamavano anche "rame del diavolo". Una delle prime menzioni del minerale si trova nel libro di mineralogia del 1694 dello svedese Urban Hjärne.
Fu solo nel 1751 che Axel Fredrik Cronstedt riuscì a trasformare il cupronichel in un metallo puro, che chiamò nichel secondo la tradizione. Il nichel stesso è a sua volta utilizzato con il rame come cupronichel, ad esempio nelle monete antiche e nelle monete in euro.
Il termine minerario ghiaia di nichel rosso fu tramandato nel 1839 da Ernst Friedrich Glocker (1793-1858), tra gli altri, e si riferisce al colore tipico del minerale, al suo contenuto di nichel e all'assegnazione alla classe minerale obsoleta di "ghiaia"; un gruppo di minerali correlati con una forte lucentezza metallica.
Il nome niccolite, che è ancora valido oggi e ufficialmente riconosciuto dall'Associazione Mineralogica Internazionale (IMA) nel 1967, fu coniato nel 1832 da François Sulpice Beudant.
Nella letteratura di lingua inglese, il sinonimo niccolite è comune e ha origine dal termine latino niccolum per nichel.
In senso figurato, il cupronichel o koppernickel serve anche come espressione per qualcosa che non contiene ciò che il suo aspetto promette. Ad esempio, il matematico, astronomo e ricercatore austro-americano nel campo della storia dell'astronomia Otto Eduard Neugebauer (1899-1990) considerava sopravvalutato l'astronomo prussiano Niccolò Copernico (Niklas Koppernigk, 1473-1543) e lo descrisse come koppernickel.

## Classificazione
Già nell'obsoleta 8ª edizione della sistematica minerale secondo Strunz, la niccolite apparteneva alla classe dei "solfuri e solfosali" e quindi alla sottoclasse dei "solfuri con [il rapporto di massa] M:S = 1:1", dove si è formata insieme ad achávalite, breithauptite, freboldite, imgreite (screditata), jaipurite, kotulskite, langisite, pirrotite, sederholmite, smythite e troilite la "serie NiAs" con il sistema nº II/B.09a.
Nella Sistematica dei lapis (Lapis-Systematik) di Stefan Weiß, che è stata rivista e aggiornata l'ultima volta nel 2018 e che si basa ancora su questa vecchia edizione di Strunz per considerazione per i collezionisti privati e le collezioni istituzionali, al minerale è stato assegnato il sistema e al minerale nº II/C.20-20. In questa Sistematica ciò corrisponde alla divisione "Solfuri con [rapporto di massa] metallo : S,Se,Te ≈ 1:1", dove la niccolite dà il nome al "gruppo della niccolite" (II/C.20) che forma insieme agli altri minerali breithauptite, freboldite, esatestibiopanickelite, kotulskite, langisite, sederholmite, sorosite, stumpflite, sudburyite e vavřínite nonché, nell'appendice, anche cherepanovite, polarite, rutenarsenite, sobolevskite e wassonite.
La 9ª edizione della sistematica dei minerali di Strunz, valida dal 2001 e aggiornata l'ultima volta dall'Associazione Mineralogica Internazionale (IMA) nel 2024, classifica la niccolite nella famiglia dei "Solfuri e solfosali" e da lì nella classe "2.C Solfuri metallici, M:S = 1:1 (e similari)" e successivamente nella sottoclasse "2.CC Con Ni, Fe, Co, PGE, ecc." dove è elencata insieme a kotulskite, langisite, sederholmite, sobolevskite, stumpflite, sudburyite, vavřínite, zlatogorite, achávalite, breithauptite, freboldite e jaipurite dove forma il "gruppo della niccolite" con il sistema nº 2.CC.05.
Anche nella sistematica dei minerali secondo Dana, che viene utilizzata principalmente nel mondo anglosassone, la niccolite è elencata nel "gruppo della niccolite (esagonale: P63/mmc)" con il sistema nº 02.08.11 nell'ambito della suddivisione dei "solfuri – compresi i seleniuri e i telluridi – con composizione AmBnXp, con (m+n):p = 1:1".

## Chimica
La composizione idealizzata (teorica) della niccolite (NiAs) è costituita da nichel (Ni) e arsenico (As) con un rapporto di sostanza di 1:1, che corrisponde a una frazione di massa (% in peso) del 43,93% di nichel e del 56,07% di arsenico.
Nei campioni di niccolite naturale, tuttavia, fino all'1% del nichel può essere sostituito dal ferro e fino al 2,9% l'arsenico può essere sostituito dallo zolfo e dall'antimonio (fino a poco meno del 30%).
A oltre 600 °C, la niccolite forma una serie di cristalli misti senza interruzioni con la millerite (NiS).

## Abito cristallino
La niccolite cristallizza nel sistema esagonale nel gruppo spaziale P63/mmc (gruppo nº 194) con i parametri di reticolo a = 3,61 Å e c = 5,02 Å oltre a due unità di formula per cella unitaria.

## Proprietà
La niccolite è dura, molto pesante, fragile; non sfalda, ma dà una frattura concoide; è opaca con lucentezza metallica. Ha una polvere nero-brunastra; è facilmente fusibile, sviluppando in seguito forti odori. La sua densità è di circa 7,78 g/cm³.
Il contenuto di nichel della niccolite è spesso rivelato dalla colorazione verdastra della sua superficie di ossidazione in contrasto con le efflorescenze rossastre dei minerali di cobalto che di solito si rompono con esso. Queste miscele di minerali di solito formano vene, più raramente depositi e nidificano nelle formazioni sedimentarie azoiche e più antiche (specialmente nel Permiano) e vengono contemporaneamente lavorate per cobalto e nichel.
La niccolite è molto resistente e si dissolve solo in acidi forti come l'acqua regia o la "soluzione piranha" (una miscela di acido solforico H2SO4 e perossido di idrogeno H2O2) così come una miscela di permanganato di potassio (KMnO4) e acido solforico.
È solubile in acido nitrico (HNO3), la cui soluzione colora di verde.
Al microscopio a luce riflessa, la niccolite mostra un'elevata riflettanza nel colore bianco con una distinta sfumatura di giallo-rosa. La tonalità è meno satura di quella della breithauptite di nichel antimoniuro, ma più forte di quella della maucherite di arseniuro di nichel. Anche gli effetti di riflessione, pleocroismo e anisotropia sono molto elevati con la niccolite. Nell'aria, il colore minerale appare bianco-giallo-rosa chiaro (ω) o marrone-rosa chiaro (ε) a seconda della direzione della luce incidente, e nell'olio bianco-rosa (ω) o rosa-brunastro scuro (ε). Gli effetti di colore vivido si verificano anche alla minima rotazione dell'analizzatore.

## Origine e giacitura
La niccolite si forma prevalentemente da soluzioni idrotermali in un intervallo di temperatura relativamente basso (da meso- a epitermico) tra 300 e 100 °C in depositi venosi, dove forma importanti depositi di minerali di nichel. Inoltre, il minerale si trova in rocce ignee come quelle serpentinizzate e ultrabasiche, come nella miniera di cromo-nichel "La Gallega" vicino a Ojén nella provincia spagnola di Malaga.
A seconda di dove si trova, i minerali associati] includono bismuto nativo, argento e arsenico, nonché i loro solfuri e parenti come bismutinite, breithauptite, gersdorffite, maucherite, michenerite, nickelskutterudite, safflorite, skutterudite e rammelsbergite.
Essendo una formazione minerale piuttosto rara, la niccolite può essere abbondante in vari siti, ma nel complesso non è molto comune. In tutto il mondo sono stati documentati quasi 580 siti (a partire dal 2020).
In Italia la niccolite è stata trovata in diversi siti; solo per citarne alcuni: Primaluna (in Lombardia); Balangero, Bruzolo e Villette (in Piemonte); Arbus, Fluminimaggiore, Muravera e Nuxis (in Sardegna); a Roncegno Terme (in Trentino-Alto Adige).
I siti più importanti della Germania includono i monti Richelsdorf in Assia, Bieber sul versante occidentale dello Spessart, Saalfeld in Turingia, Schneeberg in Sassonia, Wolfach nella Foresta Nera, il distretto dell'ardesia di rame di Mansfeld (ad esempio Lutherstadt Eisleben, Hettstedt, Sangerhausen) e Wolfshagen nei monti Harz. Pöhla (Schwarzenberg) nei Monti Metalliferi è nota anche per i suoi straordinari giacimenti di nichel, dove sono stati scoperti cristalli con un diametro fino a 1,5 cm.
In Austria, la niccolite è stata trovata, tra l'altro, in una cava di serpentinite vicino a Griesserhof, nel comune di Micheldorf in Carinzia, nonché in diverse cave nel distretto di Zell am See nel salisburghese e nei distretti di Leoben e Liezen nella Stiria.
In Svizzera sono stati documentati solo pochi siti: la Turtmanntal e il comune di Ayer (Val d'Anniviers) nel Canton Vallese, nonché due siti nel Canton Argovia.
Altri siti sono sparsi in molti Paesi del mondo.

## Forma in cui si presenta in natura
La niccolite raramente sviluppa forme cristalline distinte con superfici a strisce. Più spesso, si presenta sotto forma di uva, dendritico o granulare o aggregati massicci. I campioni di minerali freschi sono di colore dal rosa ramato chiaro al rosso-rosso e mostrano una lucentezza metallica sulle superfici. Nell'aria, tuttavia, il minerale diventa grigio o nero dopo un po' di tempo. Il colore del suo striscio, invece, è nero brunastro chiaro.